# Yukiyo Kojima
Yukiyo Kojima, född 10 december 1945 i Tokyo, är en japansk före detta volleybollspelare.
Kojima blev olympisk silvermedaljör i volleyboll vid sommarspelen 1968 i Mexico City.